# Triparni
Triparni is een plaats (frazione) in de Italiaanse gemeente Vibo Valentia.